# Sobotka (priimek)
Sobotka je priimek več oseb:
- Al Sobotka (*1953), športni delavec
- Bohuslav Sobotka, češki politik
- Iwona Sobotka, poljska sopranistka
- Jiří Sobotka (1911—1994), češki nogometaš
- Joel Sobotka, košarkar
- Přemysl Sobotka (*1944), češki zdravnik in politik
- Ruth Sobotka (1925—1967), avstrijski plesalec
- Vladimír Sobotka (*1987), češki hokejist